# LTJ Bukem
LTJ Bukem, właśc. Danny Williamson (ur. 1 stycznia 1967 w Londynie) – brytyjski muzyk sceny drum and bass, związany z jazzującą, 'atmosferyczną' odmianą d'n'b. Założył wytwórnię płytową Good Looking Records.

## Historia
Danny Williamson urodził się i wychował w Watford w Wielkiej Brytanii. W dzieciństwie ćwiczył grę na fortepianie. Jako nastolatek odkrył dla siebie jazz, odmianę fusion. W tym czasie grał nawet w zespole funkowym. W późnych latach osiemdziesiątych postanowił zostać DJ-em zyskując rozgłos w środowisku rave wczesnych latach dziewięćdziesiątych. W tym samym okresie, jako producent, przyczynił się do wydania takich klasyków gatunku jungle jak „Demon’s Theme” (1991), „Atlantis” czy „Music” (1993).
W połowie lat dziewięćdziesiątych jego sława producenta nieco przycichła, sam LTJ Bukem zaś udzielał się w legendarnym Londyńskim klubie Speed, a także organizując swoją wytwórnię Good Looking Records. Pierwsze wydane przez nią kompilacje z serii Logical Progression podkreśliły jazzowe i ambientowe wpływy w drum and bass. Powstały w ten sposób podgatunek zyskał nazwę „inteligentnego drum and bass”, choć sam jego twórca sprzeciwiał się temu określeniu, niezadowolony z powstałej w ten sposób sugestii jakoby inne odmiany jungle nie były inteligentne.
Odłamy wytwórni Good Looking – Looking Good Records oraz Earth rozwijał muzykę lounge i downtempo. Wśród artystów którzy zyskali w tym czasie rozgłos znajdują się między innymi Blame, Seba, Big Bud, Blu Mar Ten, Future Engineers, Artemis, PFM, Tayla, Intense czy Rantoul.
16 lipca 1995, wraz z MC Conrad’em wystąpili w sławnej audycji BBC Radio 1 – Essential Mix.
W roku 2000, we własnej wytwórni, wydał debiutancki, solowy, dwupłytowy album „Journey Inwards”. Wydawnictwo to ujawniało silny wpływ jazzu fusion na autora.

## Dyskografia
- 2000 – Journey Inwards

Kompilacje
- 2002 – Progression
- 2002 – Earth V
- 2002 – Producer 05
- 2002 – Earth IV
- 2001 – Progression Sessions America Live
- 2000 – Progression Session V
- 1999 – Progression Sessions III
- 1999 – Progression Sessions IV
- 1998 – Earth III
- 1998 – Progression Sessions I
- 1998 – Earth II
- 1997 – Earth I
- 1996 – Logical Progression